# Терещенко, Михаил Никитович
Михаил Никитович Терещенко (3 октября 1922, станица Марьинская, Ставропольский край, РСФСР — 10 июля 2010, Москва, Российская Федерация) — советский и российский военачальник, начальник штаба — первый заместитель главнокомандующего войсками Западного направления (1984—1988), генерал-полковник (1979). Так же правнук сахарозаводчика Терещенко Фёдора Артемьевича

## Биография
Родился в многодетной (8 детей) семье сельского кузнеца.
В Красной Армии с осени 1940 года. Окончил 1-е Орджоникидзевское Краснознамённое военное училище в ноябре 1941 года.
Участник Великой Отечественной войны: воевал в должностях командира роты 1157-го стрелкового полка 351-й стрелковой дивизии 57-й армии, начальника разведки полка, заместителя командира батальона, начальника оперативного отделения — заместителя начальника штаба 203-й стрелковой дивизии. Воевал на Южном, Юго-Западном, Донском, Сталинградском и 3-м Украинском фронтах. Участвовал в Барвенково-Лозовской операции, Сталинградской битве и др. Дважды был ранен. Окончил войну в звании майора.
После войны окончил Военную академию им. М. В. Фрунзе, Военную академию Генерального штаба Вооружённых Сил СССР. Служил на различных командных и штабных должностях в Группе советских войск в Германии, Белорусском, Туркестанском, Московском и Прибалтийском военных округах. С 1954 по 1957 годы командовал 191-м горнострелковым полком в Туркестанском военном округе. С мая 1959 по август 1961 года командовал 61-й мотострелковой дивизией 1-го армейского корпуса Туркестанского военного округа (управление дивизии — Ашхабад). С января 1972 года — начальник штаба Прибалтийского военного округа. 
В 1974—1977 гг. — главный военный советник вооружённых сил — советник министра обороны Сирийской Арабской Республики.
В декабре 1977 — июле 1979 гг. — начальник штаба Белорусского военного округа.
В 1979—1984 гг. — первый заместитель начальника штаба Объединенных Вооружённых Сил государств — участников Варшавского договора.
Генерал-майор (9.05.1961), генерал-лейтенант (4.11.1973), генерал-полковник (25.10.1979).
С сентября 1984 по октябрь 1988 гг. — начальник штаба — первый заместитель главнокомандующего войсками Западного направления. Непосредственно участвовал в создании Главного командования Западного направления, системы управления войсками и в разработке теории стратегических операций на континентальном театре военных действий. С 1988 года в запасе.
Автор нескольких книг мемуаров и большого количества публикаций по вопросам военной истории.
Жил в Москве. Похоронен на Троекуровском кладбище.

## Награды
- орден Октябрьской Революции (1982)
- ордена Отечественной войны I (1985) и II (1944) степеней
- четыре ордена Красной Звезды (1943, 1943, 1956[3], 1968)
- ордена «За службу Родине в Вооружённых Силах СССР» II (1988) и III (1975) степеней
- две медали «За отвагу» (11.04.1942, 19.12.1942)
- медаль «За боевые заслуги» (1951)[3]
- медаль «За укрепление боевого содружества»
- ряд других медалей
- награды иностранных государств

## Труды
- Терещенко М. Н. Полвека на службе Родине, или Крутые повороты судьбы: Воспоминания. — М.: Ваш Выбор ЦИРЗ, 1996. — 392 с.
- Терещенко М. Н. Ближний судит лучше дальнего: Взгляд в прошлое, размышления о ратной службе Отечеству. И не только.. — М.: Ред.-издат. центр Генштаба, 2000. — 311 с.
- Терещенко М. Н. Некоторые вопросы развития оперативного искусства в годы Великой Отечественной войны. // «Военная мысль». — 1995. — № 4. — С.73-80.
- Терещенко М. Н. Некоторые вопросы стратегического руководства войсками в операциях на театрах военных действий: (Опыт деятельности Главного командования Западного направления в годы Великой Отечественной войны) // «Военная мысль». — 1994. — № 3. — С.49-56.
- Терещенко М. Н. От боя к бою… // Военно-исторический журнал. — 1992. — № 6-7. — С.46-47.
- Терещенко М. Н. Плацдарм мужества. // Военно-исторический журнал. — 1992. — № 11. — С.18-19.
- Терешенко М. Н. На западном направлении. Как создавались и действовали Главные командования направлений. // Военно-исторический журнал. — 1993. — № 5. — С.9-18.
- Терещенко М. Н. Побеждали не числом, а умением. // Военно-исторический журнал. — 1994. — № 8. — С.37-39.
- Терещенко М. Н. Миссия в Дамаске (Заметки главного военного советника в Сирии). // Военно-исторический журнал. — 1994. — № 2. — С.25-34.